# 당진 신암사 금동여래좌상
당진 신암사 금동여래좌상(唐津 申庵寺 金銅如來坐像)은 대한민국 충청남도 당진시 송악읍, 신암사에 있는 고려시대의 불상이다. 1989년 4월 15일 대한민국의 보물 제987호로 지정되었다.

## 개요
신암사에 모셔져 있는 고려시대 금동불좌상이다. 신암사는 고려 충숙왕 때 능성 구씨의 4대손인 구예가 가교리에 터를 잡으면서 지었다고 전해진다.
전체적인 불상의 모습은 청양의 장곡사 불상에 가깝지만 좀 더 당당하고 볼륨이 있으며, 얼굴은 무게감 있는 모습으로 미소를 짓고 있다. 상체는 장대하며 느슨하게 표현된 가슴근육은 장곡사 불상과 같은 양식이다. 하체는 넓고 당당한 모습이며 특히 무릎의 근육 묘사는 상체의 표현과 조화를 이루고 있다.
간략한 선모양과 일정한 두께의 옷은 앞의 불상과 비슷하나 왼쪽 팔소매에서 옷자락이 무릎으로 내려온 것은 다르다. 또한 양 어깨에 걸쳐 입은 옷은 오른쪽 어깨의 반달같은 큰 옷자락, 왼쪽 어깨의 초생달 모양과 옷깃 표현, 두 팔에서 휘어져 내려온 옷자락 등이 장곡사 불상과 거의 비슷하다.
신암사의 금동불 좌상은 14세기 전반에 같은 지역에서 만들어진 장곡사나 문수사의 불상과 같은 유파의 작품으로 추정된다.

## 같이 보기
- 신암사

## 참고 자료
- 당진 신암사 금동여래좌상 - 국가유산청 국가유산포털